# Танчак Василь Русланович
Танчак Василь Русланович (нар. 13 січня 2003 м.Збараж) — український футболіст, лівий захисник «Ниви» (Тернопіль).

## Біографія
Народився 13 січня 2003 року. Почав займатися футболом в ДЮСШ "Збараж" пізніше перейшов до ДЮСШ-2 Тернополя та ПФК Львів.
Згодом перейшов до футбольної академії "Динамо".
30 серпня 2022 року Василь Танчак став гравцем "Львову" проте за основну команду не зіграв жодного матчу.
28 березня 2023 року уклав професійний контакт з "Нивою" Тернополя

## Виступи за збірну
Виступав за збірну до 17 років та викликався в юнацьку збірну під керівництвом Олександра Петракова